# 12169 Munsterman
A 12169 Munsterman (ideiglenes jelöléssel 2031 T-3) a Naprendszer kisbolygóövében található aszteroida. Cornelis Johannes van Houten,  Ingrid van Houten-Groeneveld és Tom Gehrels fedezte fel 1977. október 16-án.